# الصحفي العالمي (كتاب)
الصحفي العالمي كتاب ألّفه ديفيد راندال كبير محرري الأخبار في الإندبندنت. ويضم بين صفحاته أفضل النصائح والعبر التي تعلمها المؤلف وجمعها طيلة ثلاثة عقود من عمله كصحفي. يقول ديفيد في مقدمة كتابه أن هذه النصائح بعضها جاء مباشرة –دون دعوة- من حكماء شيبتهم السنين، وبعضها الآخر من مشاهدة أكفأ المراسلين وهم يعملون، وغيرها من استخلاص المعلومات والأفكار من المحنكين المتمرسين، أو من الكتب، أو من مواقع الويب، وكثير منها اكتسبها من الأخطاء التي ارتكبها.
وتشمل النسخة المنقحة والمحدثة، التي ترجمها معين إمام إلى العربية، وصدرت عن مكتبة العبيكان بالسعودية، عددًا من الخصائص التكوينية التي رأى ديفيد ضرورة توافرها في الصحفي، ليكون مراسلًا كفئً، مع توضيحه لأساليب جديدة حول طريقة كتابة التقارير الصحفية، وكيفية التعاملة مع الأرقام والإحصاءات والمصادر. راهن ديفيد راندال أثناء تقديمه وصفًا للتقنيات الجديدة في عالم الصحافة، أنه متى ما أضيفت إلى التقنيات التقليدية، فإنها يمكن أن تصنع صحفيًا ماهرًا.

## اقتباسات من الكتاب
بدأ ديفيد راندال كتابه بمواصفات المراسل الجيد، وبعرض عيوبه ومثالبه، وأبرز السمات التي يجب التحلي بها، ثم يتعرض إلى قيود الصحافة، قبل أن ينتقل للحديث عن الخبر الصحفي وقيمته، وعناصره، ونمطه وتطوره، ومصدره.

### ما الذي يكوّن المراسل الجيد؟
«المراسلون هم أبطال الصحافة. أما مهمتهم فهي اكتشاف الأشياء. المراسلون أول من يصل إلى مكان الحدث، وسط فوضى وشواش التو والآن، ليدقوا على الأبواب الموصدة، ويركبوا المخاطر أحيانًا، من أجل اقتناص بدايات الحقيقة».

#### إحساس حاد بالخبر
«أنت بحاجة لهذا الإحساس - لأسباب ثلاثة. أولًا (بمعنى الإيجاب) معرفة مكونات القصة الإخبارية الجيدة، والقدرة على إيجاد البؤرة الجوهرية للخبر من بين ركان التافه والغث. ثانيًا (بمعنى السلب) عدم إضاعة الوقت بمتابعة قصص وتحقيقات لن تؤدي إلى شيء مهم. ثالثًا: إن كنت تفتقد الإحساس بالخبر، أو تملكه دون أن تستخدمه، فسوف تفوتك أشياء كثيرة وتخدع نفسك».

#### الهوس بالدقة
«كمحرر أخبار، أقدر هذه السمة أكثر من جميع السمات الأخرى في المراسلين: هل أستطيع الاعتماد على عملهم والوثوق بدقتهم؟ أنت كمراسل، سرعان ما ستقدر قيمة سمعتك، واشتهارك بالدقة لا بالمبالغة، في الكلام المطبوع والمنقول، فإن خسرتها فسيصعب عليك استعادتها».

#### لا تخف أبدًا من أن تبدو في صورة المغفل
«مهما بلغت درجة جهلك حسب ظنك، اسأل إن كنت لا تعرف؛ فإن لم تفهم اطلب تفسيرًا واضحًا. لا تقلق من أن يهزأ بك أحدهم. المراسل الأحمق فعلًا هو هو ذاك الذي يدعي المعرفة والعلم».

### حدود الصحافة وقيودها
«هنالك حدود للعملية الصحفية. الافتقار إلى الوقت الكافي، وعدم توفر المعلومات بمثلان مشكلة متوطنة. إضافة إلى الأخطاء التي يتركبها الصحفيون عندما يتعرضون لضغوط العمل».

#### أولويات أصحاب الصحف
«قد يتملق أصحاب الصحف مفاهيم الحقيقة، والشفافية، والفضيلة، لكنهم على وجه العموم يعتبرون الصحافة عملًا تجاريًا يدر المال أو يبث الدعاية».

#### الثقافة الصحفية
«تحدد هذه الثقافة ما يعتبره المحررون ورؤسائهم قصة إخبارية جيدة، أو ما يرفضونه بوصفه "مملًا"، وتقرر الموضوعات التي يعتقدون أنها "مثيرة"، وتلك التي تفتقد الإثارة».

#### قيم القراء
«القراء هم الذين يتم باسمهم اختيار القصص والموضوعات والتقارير، ومعالجة الأخبار، وكتابة المقدمات وإعادة كتابتها، وتنفيذ العروض والتصاميم».